# Brookhaven (Mississippi)
Pour les articles homonymes, voir Brookhaven.
La ville de Brookhaven est le siège du comté de Lincoln, situé dans l'État du Mississippi, aux États-Unis. Lors du recensement de 2010, sa population s’élevait à 12 520 habitants.

## Source
- (en) Cet article est partiellement ou en totalité issu de l’article de Wikipédia en anglais intitulé « Brookhaven, Mississippi » (voir la liste des auteurs).